# Zeppelinstraße 41 (München)

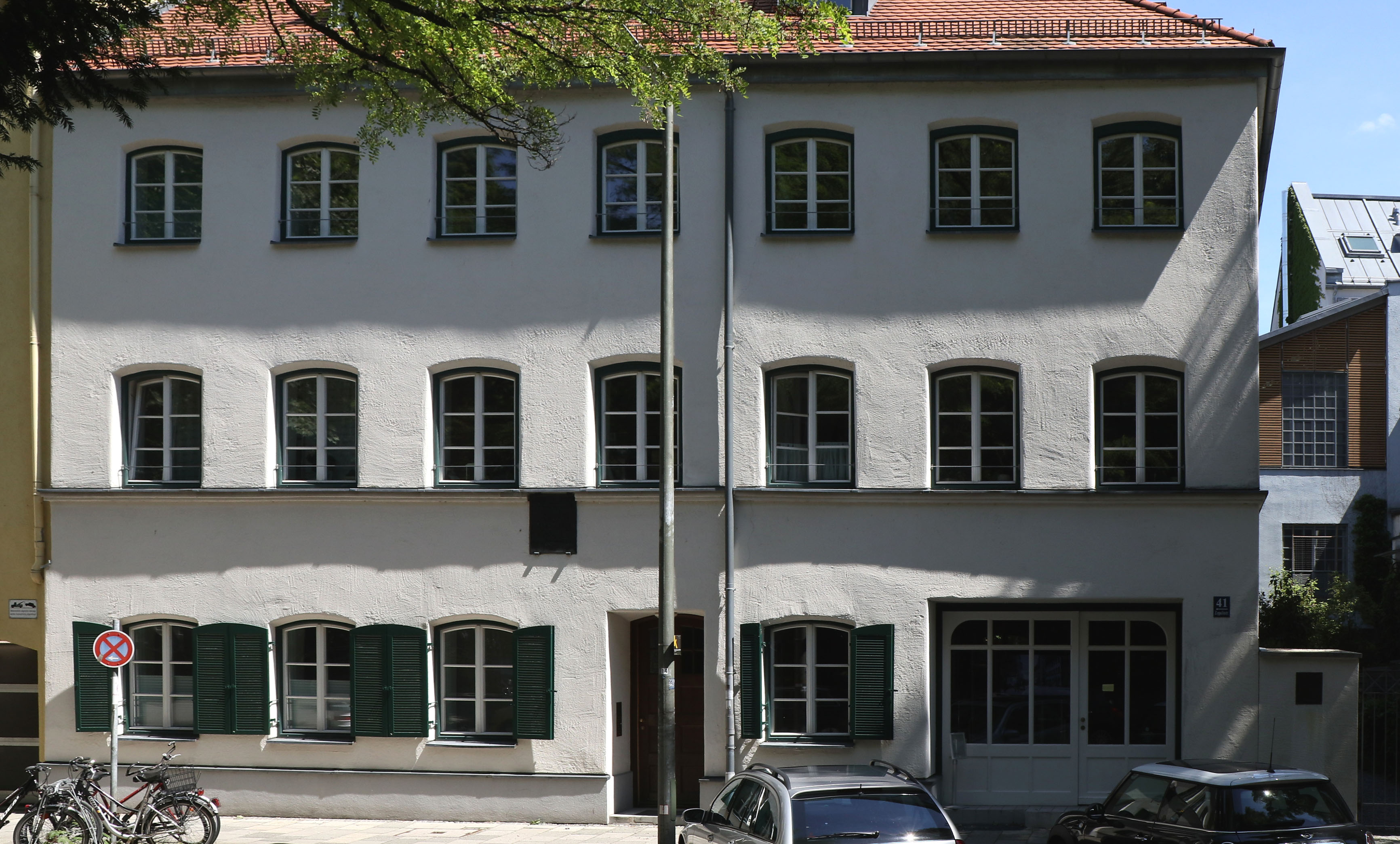
Zeppelinstraße 41/ Straßenansicht

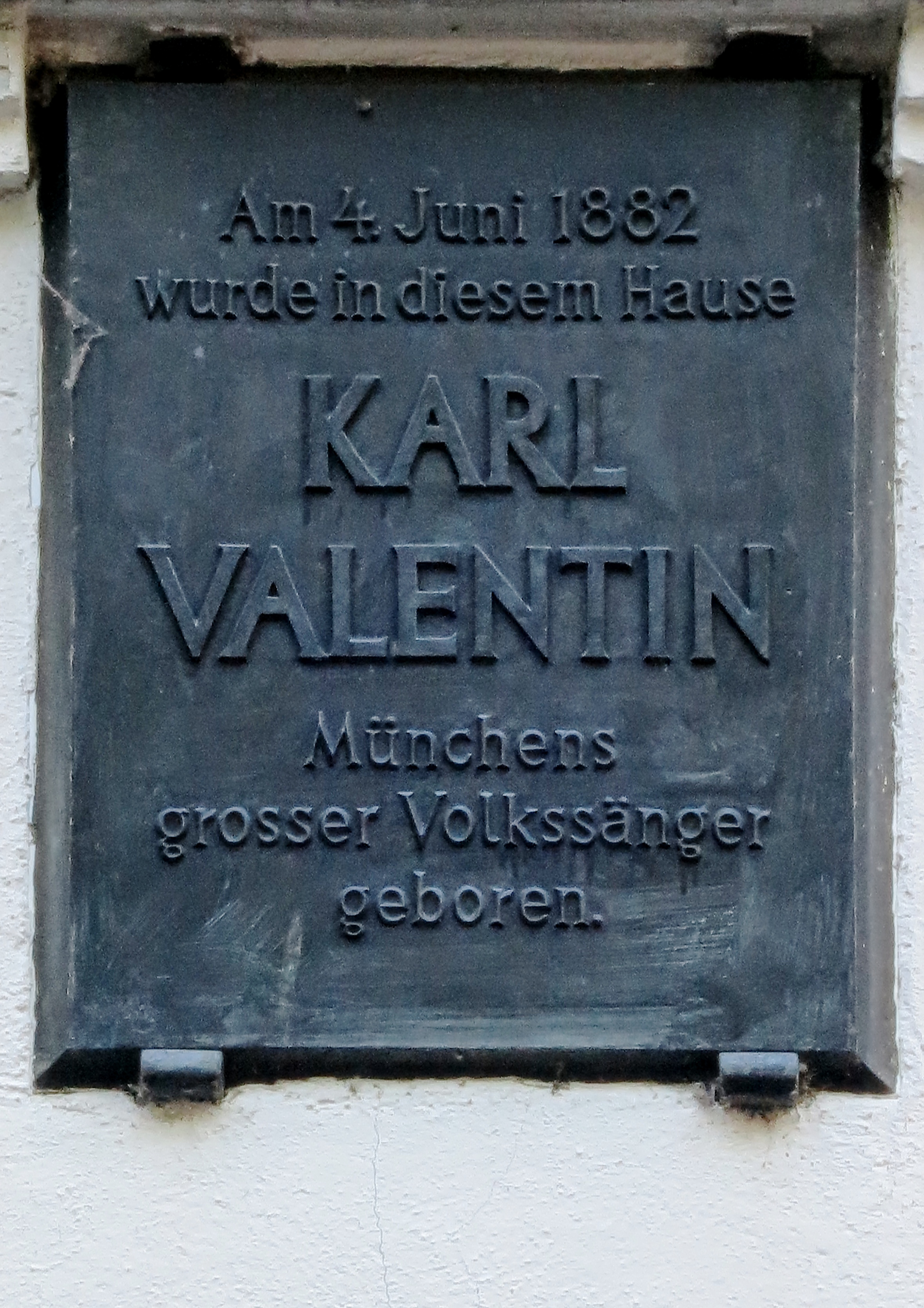
Gedenktafel für Karl Valentin

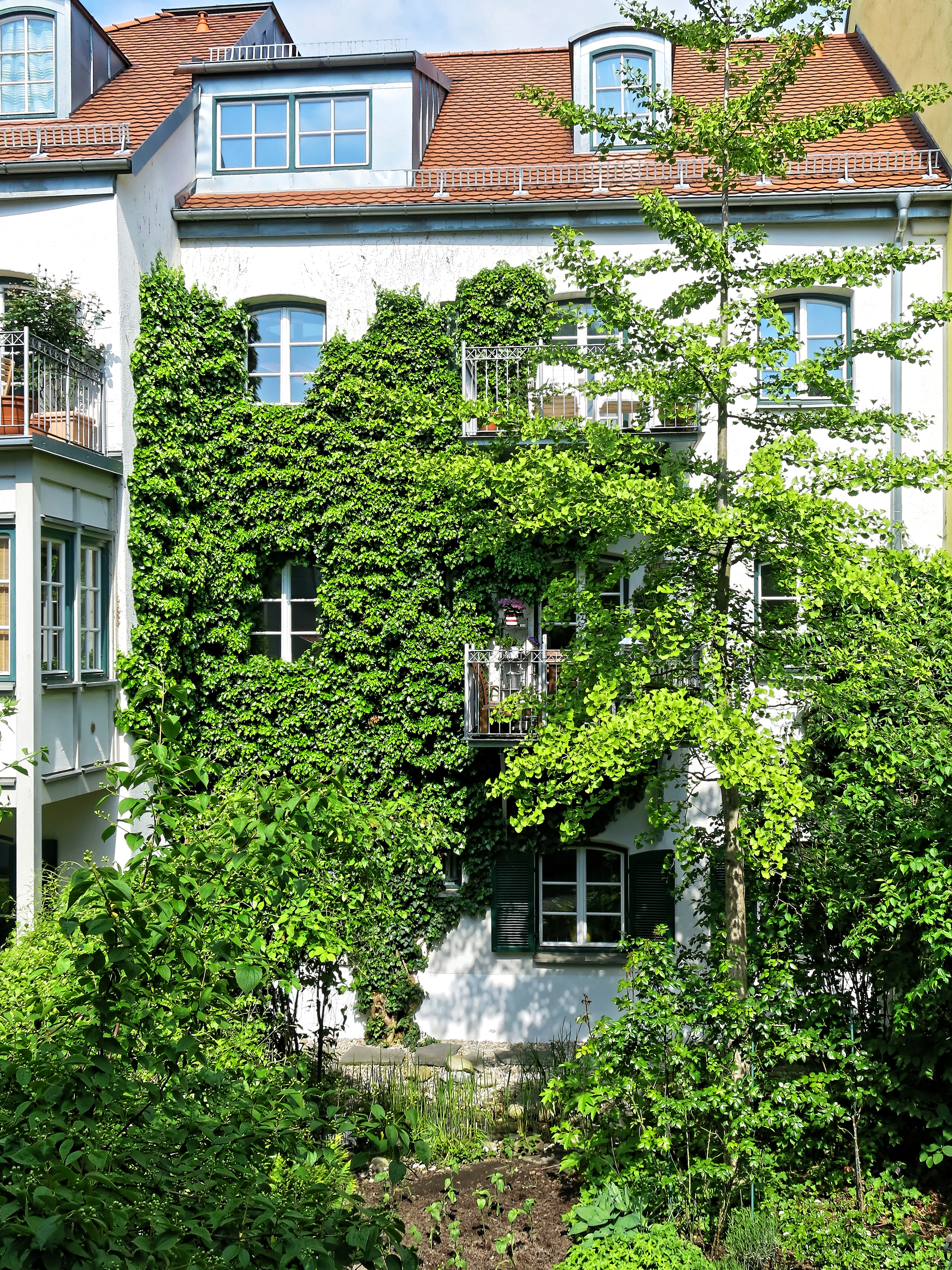
Rückseite des Valentinhauses

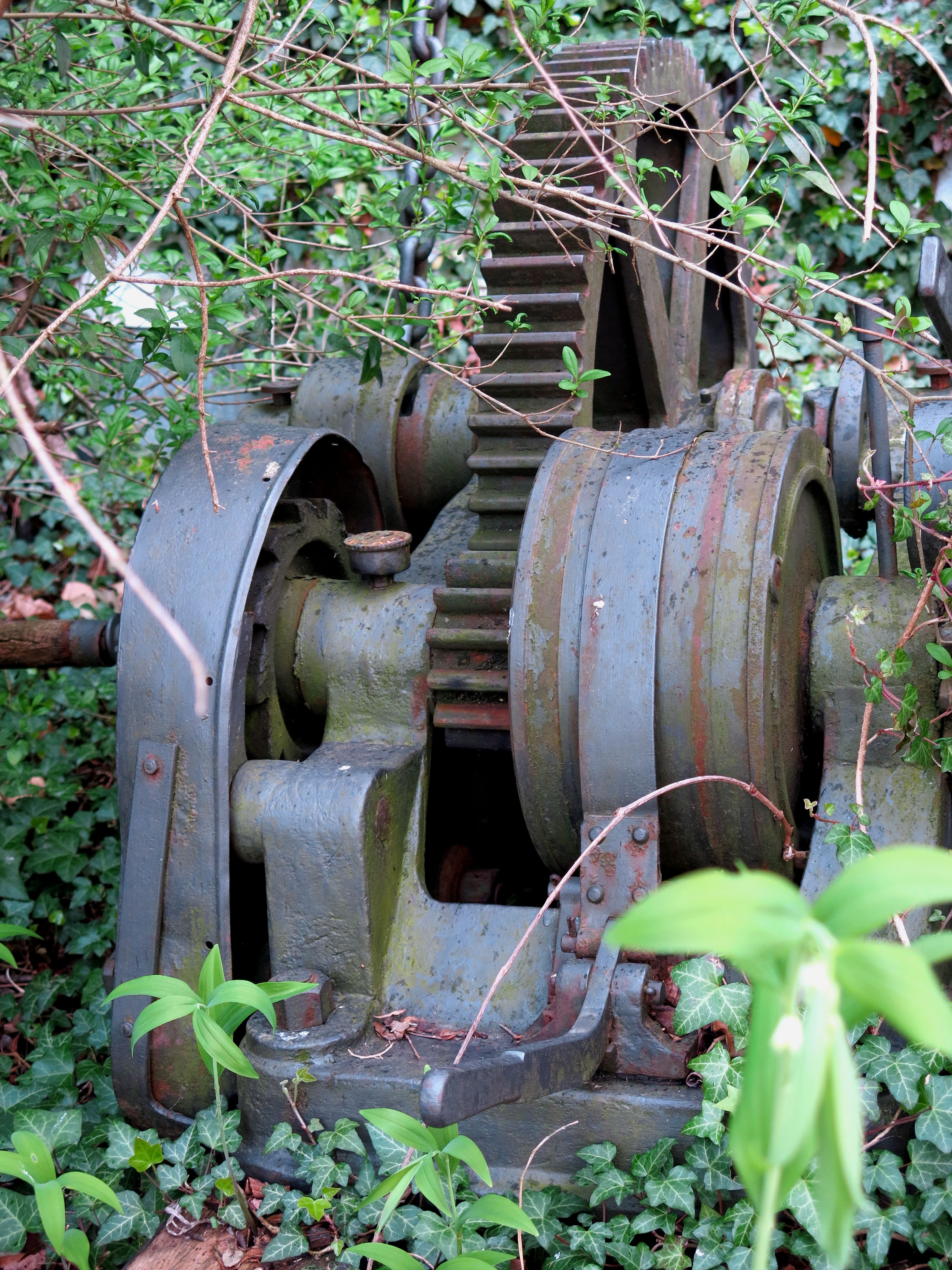
Kettenwinde für Flaschenzug

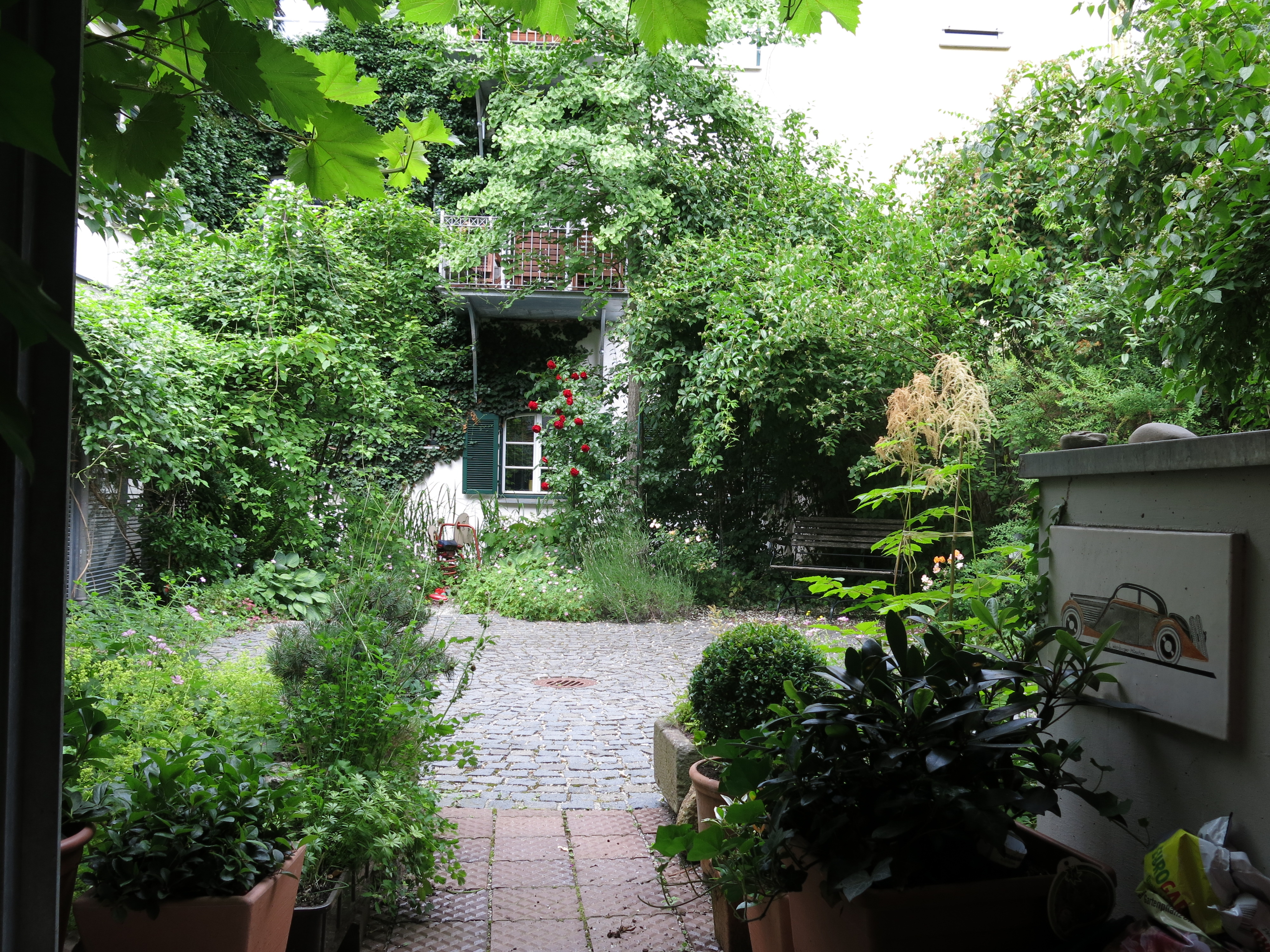
Gärten im Innenhof

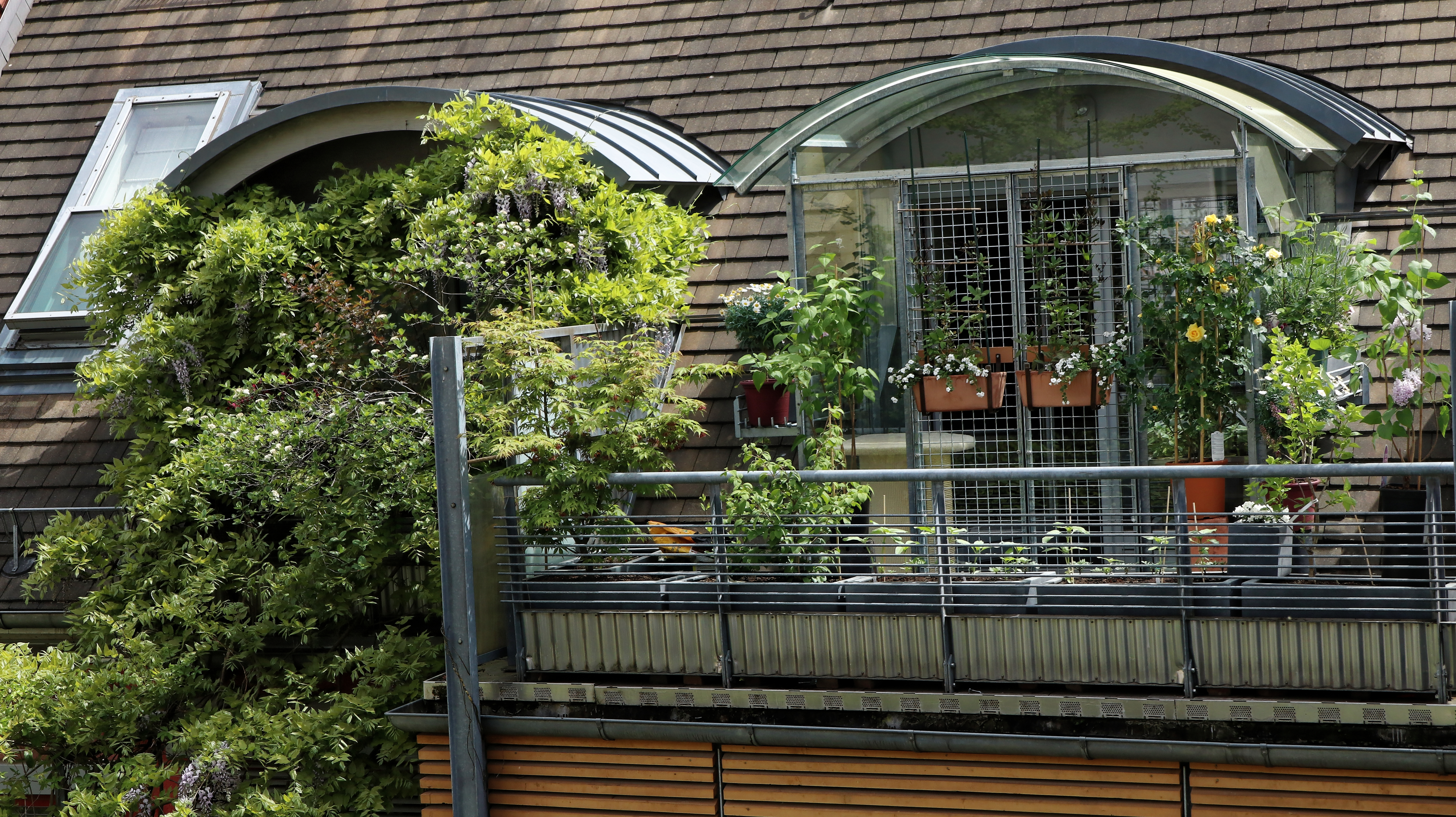
Eingegrünte Terrassengärten

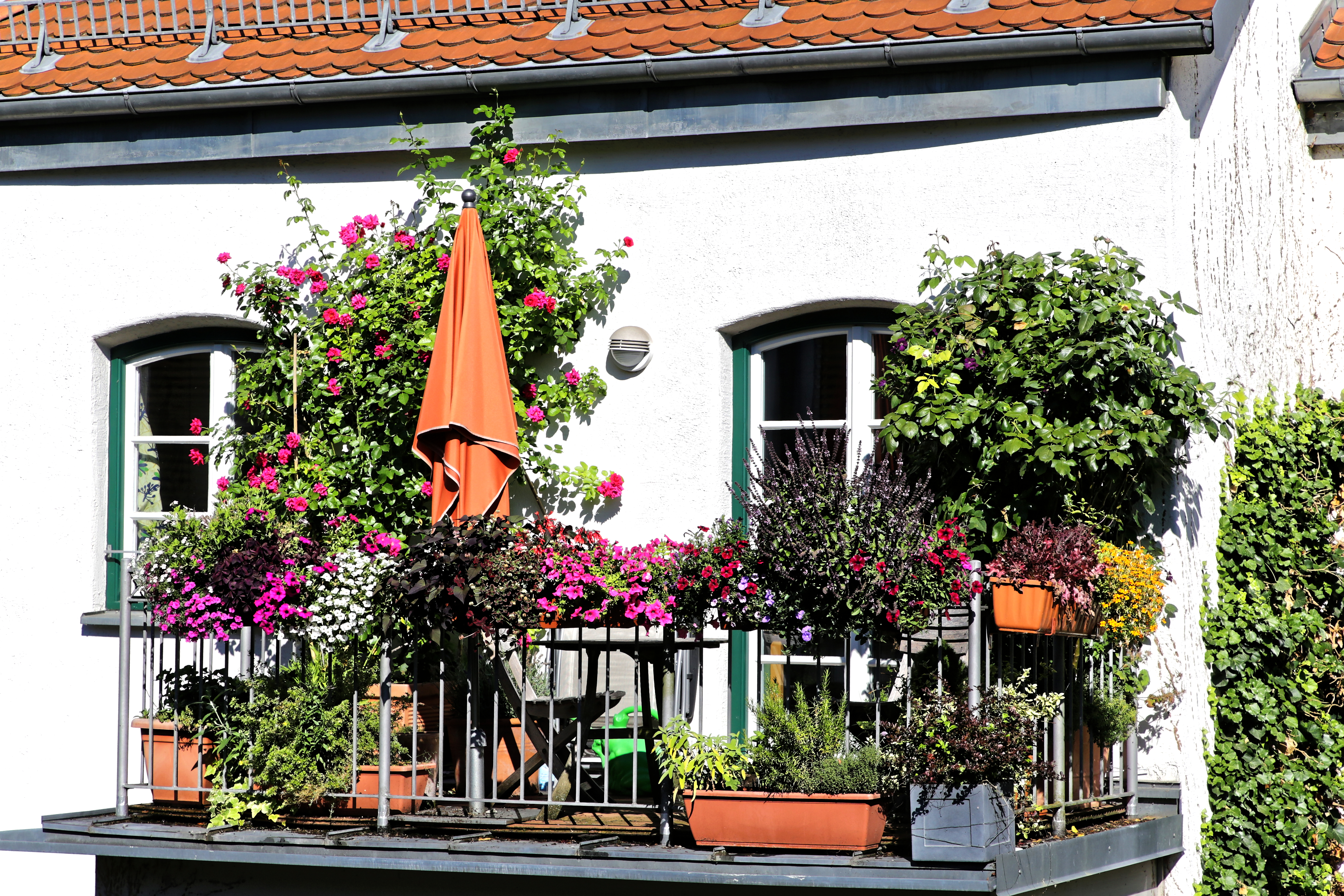
Balkongarten am Valentinhaus

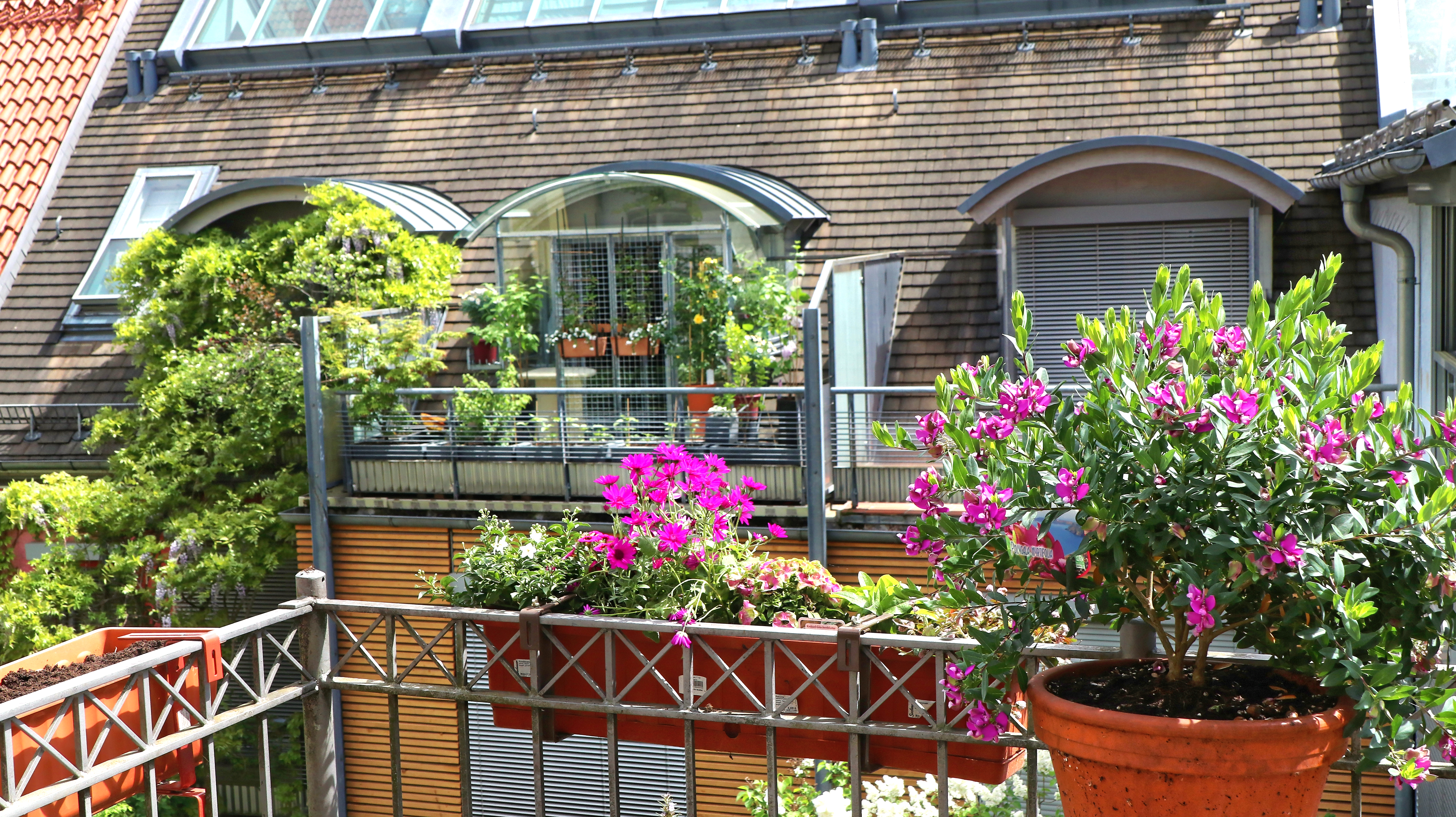
Balkon und Terrasse im 2. Stock

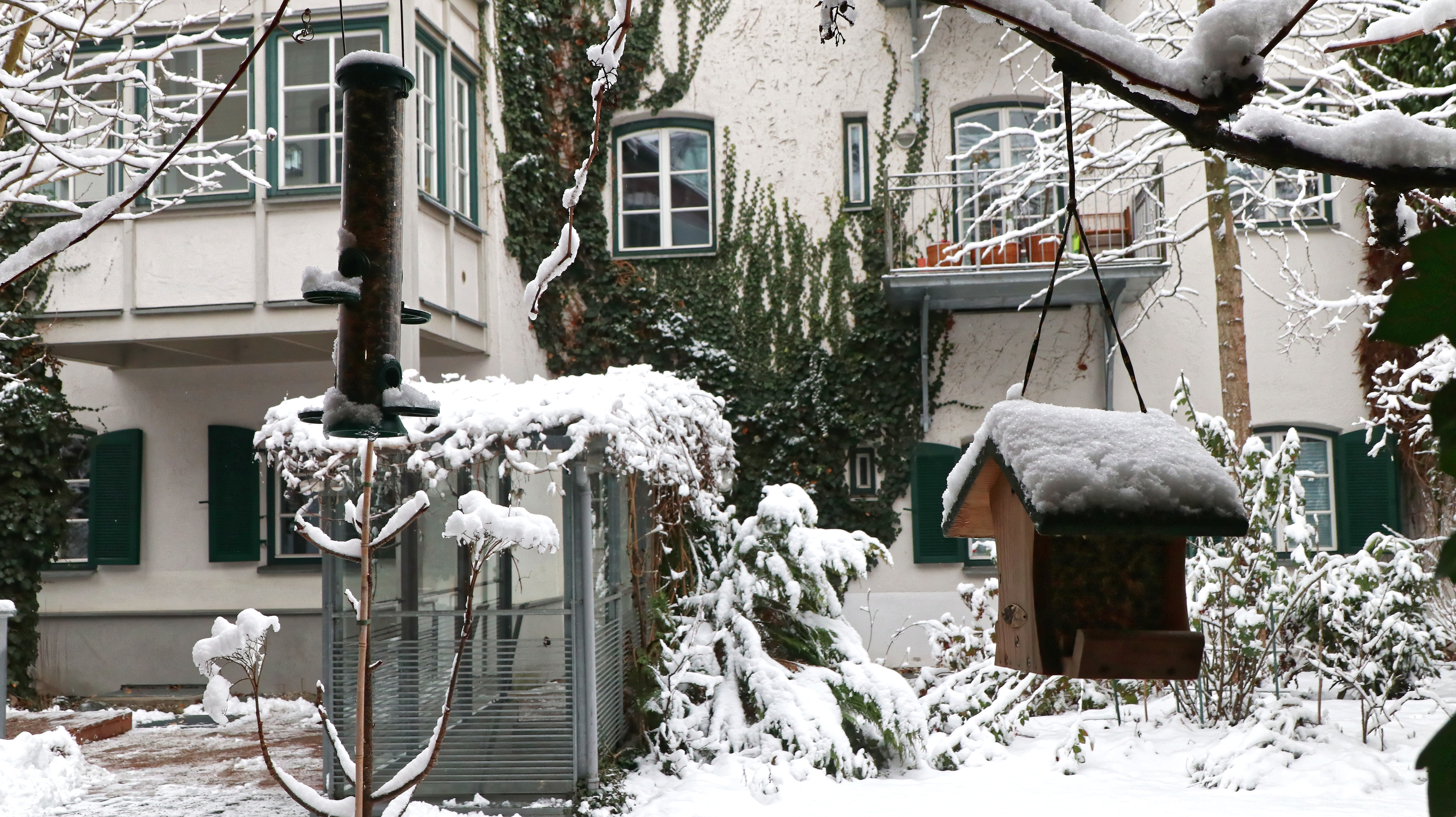
Innenhof im Winter

Das Haus Zeppelinstraße 41 ist ein denkmalgeschütztes Wohnhaus im Münchner Stadtteil Au. Das Haus befindet sich in unmittelbarer Nähe zum rechten Isarufer an einer platzartigen Erweiterung der Zeppelinstraße auf Höhe der Einmündung der Eduard-Schmid-Straße. Es liegt schräg gegenüber dem Pestalozzi-Gymnasium. In unmittelbarer Nähe befindet sich das Deutsche Museum.

## Geschichte
Gebaut wurde das Haus im Jahre 1851 von dem „bürgerlichen Tapezierermeister“ Karl Falk. Die Baugenehmigung war für den Neubau eines „Wohn- und Waschhauses“ erteilt worden, ursprünglich in der Unteren Isargasse 45. Die Pläne stammten von dem Maurermeister Johann Babenstuber und dem Zimmermeister Peter Erlacher. Der für München typische verputzte Ziegelsteinbau umfasste anfänglich ein Erdgeschoss und zwei Geschosse mit vier Fensterachsen. 1874 wurde es um drei Fensterachsen nach Süden erweitert. Nur der vordere Teil des Hauses ist unterkellert. Die drei Wohnetagen besitzen identische Grundrisse. In jedem Stockwerk befand sich seinerzeit eine Wohnung mit jeweils drei Zimmern, Küche, Abort und Abstellkammer.

### Karl Valentins Geburtshaus
Am 4. Juni 1882 kam in dem Haus der Kabarettist und Filmpionier Karl Valentin, mit bürgerlichem Namen Valentin Ludwig Fey, zur Welt. Eine Gedenktafel an der Straßenseite des Hauses erinnert daran. Im Jahr darauf, 1883, kaufte Karl Valentins Vater Johann Valentin Fey das Anwesen von Karl Falk für 50.000 Mark.

### Wagnerei und Karosseriebau
1898 gründete Ludwig Weinberger senior eine Wagnerei in der nahen Brunnthaler Straße und beschäftigte sich zunächst mit der Herstellung von Pferdefuhrwerken. 1904 begann eine neue Ära in dem Anwesen Zeppelinstraße 41: Im hinteren Teil zog Ludwig Weinberger mit seiner Wagnerei ein, in der er im selben Jahr damit begann, die damals aufkommenden Motorwagen mit Karosserien auszustatten. Am 7. Oktober 1906 verkauften Karl Valentins Eltern das Fey-Anwesen für 74.018 Mark an den Spediteur Adolf Weiß und seine Ehefrau Maria.
Die offizielle Adresse des Anwesens lautete ursprünglich Untere Isargasse 45, später Entenbachstraße 63. Im Jahr 1906 wurde ein Teil der Entenbachstraße in Zeppelinstraße umbenannt. Seit 1910 ist die Adresse Zeppelinstraße 41.
1910 erwarb Ludwig Weinberger sen. das Anwesen Zeppelinstraße 41 und ließ das Rückgebäude der ehemaligen Spedition Falk & Fey abreißen. An der Stelle entstanden die neuen Werkstätten für den Karosseriebau. Im Vordergebäude richtete Weinberger 1914 einen Ausstellungsraum für die von ihm ausgestatteten Kraftfahrzeuge ein. Etwa zur selben Zeit ließ er an der ehemaligen Wohnung von Johann Valentin Fey einen Balkon anbringen.

### Bugatti-Karosserien
Nach dem Bau der Werkstätten und einer teilweisen Überdachung des hinteren Teils des Anwesens verlegte sich die Firma Weinberger auf die Gestaltung und den Aufbau von Autokarosserien. Weinberger erhielt 1932 den Auftrag, die Karosserie für den ersten Bugatti Type 41, auch Bugatti Royale herzustellen. Die im elsässischen Molsheim ansässige Automobilfabrik Bugatti lieferte das „Rolling Chassis“, d. h. das Fahrgestell mit Motor und Kühlergrill. Die Gestaltung des Aufbaus übernahmen damals im Luxuswagensegment Karosseriebauer wie Ludwig Weinberger. Der Autobauer Ettore Bugatti sicherte sich allerdings bei den Fahrzeugen des Typs Royale seinen Einfluss auf die Ausgestaltung des Fahrzeugs, indem er sich die Auswahl des Karosseriebauers vorbehielt.
1931 trat Ludwig Weinberger junior, der zuvor sein Studium am Technikum in Köthen abgeschlossen hat, in das väterliche Karosserie-Unternehmen im Münchner Stadtteil Au ein. Fast gleichzeitig übernahm er eine BMW-Vertretung und versah in seiner Werkstatt BMW-Chassis mit dem Karosserie-Aufbau.

### Ende des Karosseriebaus
Ludwig Weinberger gab 1953 seine Werkstatt in der Münchner Au auf und zog sich ins Privatleben zurück. Bis dahin hatte er insgesamt zehn Bugattis karossiert. 1954 wurde am Karl-Valentin-Geburtshaus eine Gedenktafel an das Münchner Original angebracht und von Valentins langjähriger Partnerin Liesl Karlstadt enthüllt. Die Tafel stifteten die „Freunde des Nationaltheaters“ unter Federführung der Süddeutschen Zeitung. Anlass war die 100-jährige Eingemeindung der Au, Haidhausens und Giesings nach München.
Am 18. April 1984 stellten die neuen Eigentümer des „Karl-Valentin-Geburtshauses“, Bernhard Sprenger und Evelyn Hofer den Antrag, das Haus abreißen zu dürfen und durch einen Neubau zu ersetzen.

### Stadt München kauft das Valentinhaus
Am 1. Oktober 1987 kaufte die Landeshauptstadt München das Haus für 1,6 Mio. DM und ließ es sogleich unter Denkmalschutz stellen. Weil die Sanierung des „Karl-Valentin-Geburtshauses“ in der Zeppelinstraße 41 der Stadt zu teuer war, beschloss der zuständige Kulturausschuss den Verkauf des Anwesens. Es fand sich jedoch kein Käufer. Fünf Jahre später bemühte sich die Münchner Stadtbaurätin Christiane Thalgott um das verwahrloste, seit fünf Jahren leer stehende Anwesen in der Zeppelinstraße 41. Die „Münchner Gesellschaft für Stadtsanierung“ legte am 5. April 1993 ein Gutachten vor, aus dem hervorgeht, dass die Sanierung des Karl-Valentin-Geburtshauses 6 Mio. DM kosten würde. Am 13. August 1993 forderte der Heimatpfleger den Erhalt des Karl-Valentin-Geburtshauses.

### Verkauf für 888.888,88 DM
Der bekannte Münchner Modeschöpfer Rudolph Moshammer meldete sein Kaufinteresse an und erhielt von der Stadt am 7. September 1994 einen Vertragsentwurf für den Kauf des Karl-Valentin-Geburtshauses. Nachdem Moshammer kein Interesse am Kauf des Hauses mehr gezeigt hatte, verkaufte die Stadt München am 18. September 1996 das Anwesen an den Bauunternehmer Klaus Schmidt für die valentineske Summe von 888.888,88 DM.

### Stadthäuser statt Bugatti-Werkstatt
Das Valentinhaus wurde grundlegend saniert. Im hinteren Teil des Anwesens entstanden fünf Stadthäuser in Reihenhausbauweise. Die Sanierung und den Ausbau des Valentinhauses betreute der im Umgang mit denkmalgeschützten Gebäuden erfahrene Münchner Architekt Gert Bayer. Ebenso stammen die Pläne für die Stadthäuser von ihm. Beim Baukörper und der Fassadengestaltung der Stadthäuser verwendete Bayer Metall-Elemente wie sie für die vormalige Autokarosseriewerkstatt typisch waren. Den beiden von der Straße her ins Auge fallenden Stadthäusern lagerte er als bestimmendes Element eine durchgehende Galerie vor. Die denkmalgerechte Renovierung des Valentinhauses wurde 1999 mit dem Fassadenpreis der Stadt München gewürdigt. Für die 1999 fertig gestellten Stadthäuser beschloss der Münchner Stadtrat, dem Architekten Gert Bayer für die „vorbildliche Baumaßnahme“ im Rahmen des Wettbewerbs „Denkmalschutz und neues Bauen“ eine „Lobende Erwähnung“ anzuerkennen. Das größte der Valentin-Stadthäuser und drei der fünf Wohnungen im Karl-Valentin-Geburtshaus erwarb Hanne Hiob, Tochter des mit Karl Valentin befreundet gewesenen Bertolt Brecht. Fünf von Weinbergers Bugatti-Modellen sind auf Keramiktafeln verewigt und markieren die fünf Stadthäuser, die im hinteren Teil des Anwesens Zeppelinstraße 41 an Stelle der Werkstätten erbaut wurden. Einige der alten Gerätschaften aus der Karosseriewerkstatt sind erhalten und befinden sich als museale Stücke im Innenhof hinter dem Valentinhaus.

### Grüner Innenhof
Die gärtnerische Gestaltung des Innenhofs ist von zahlreichen Gehölzen, von Kletterpflanzen und von einem Wasserteich geprägt, aus dem heraus ein Quellstein einen dem Valentinhaus vorgelagerten kleinen Bachlauf mit Wasser speist. Die Idee mit den an die nahe Isar erinnernden Wasserelementen geht auf den Gartenarchitekten Jochen Schneider zurück, der den Innenhof 1998 plante und 2017 nach seinen ursprünglichen Plänen erneuerte. Die Balkone am Valentinhaus und die Terrassen im zweiten Stock der Stadthäuser sind intensiv begrünt und prägen zusammen mit der abwechslungsreichen Gartengestaltung des Innenhofs den vom nahen Isarambiente beeinflussten Gesamteindruck der gesamten Wohnanlage.

## Verein der Freunde der Vorstadt Au
Heute wird der einstige Auto-Ausstellungsraum im Erdgeschoss des Haupthauses durch den „Verein der Freunde der Vorstadt Au“ genutzt. Der Verein sammelt und archiviert u. a. alles, was mit der Geschichte des Münchner Stadtteils Au, mit Karl Valentin und mit dem Anwesen Zeppelinstraße 41 zu tun hat.